# King of the Ring (2019)
King of the Ring là một giải đấu vật chuyên nghiệp được sản xuất bởi WWE dành cho hai thương hiệu Raw và SmackDown Live! bắt đầu từ ngày 19 tháng 8 năm 2019 tại Monday Night Raw  Giải đấu ban đầu dự kiến kết thúc vào ngày 15 tháng 9 năm 2019 tại sự kiện Clash of Champions, nhưng đã được thay đổi; chuyển sang Raw đêm sau. Đây là giải đấu thứ 21 theo niên đại King of the Ring và quay trở lại kể từ năm 2015. Giải đấu với sự tham gia của 16 đô vật, 8 người từ Raw và SmackDown Live! tương ứng.

## Sự kiện
Tại Raw vào ngày 12 tháng 8 năm 2019, những nhà bình luận viên đã thông báo rằng giải đấu King of the Ring - giải không được tổ chức từ năm 2015 - sẽ trở lại. Sau đêm đó, các đối thủ tham gia được xác nhận và được công bố vài ngày sau đó. Các đô vật sẽ tỉ thí với nhau xem ai sẽ trở thành King of the Ring. Trận chung kết giải dự kiến ban đầu sẽ diễn ra tại sự kiện Clash of Champions ngày 15 tháng 9 năm 2019 nhưng đã được chuyển sang Raw vào ngày thứ hai, đêm sau sự kiện.

## Các trận đấu

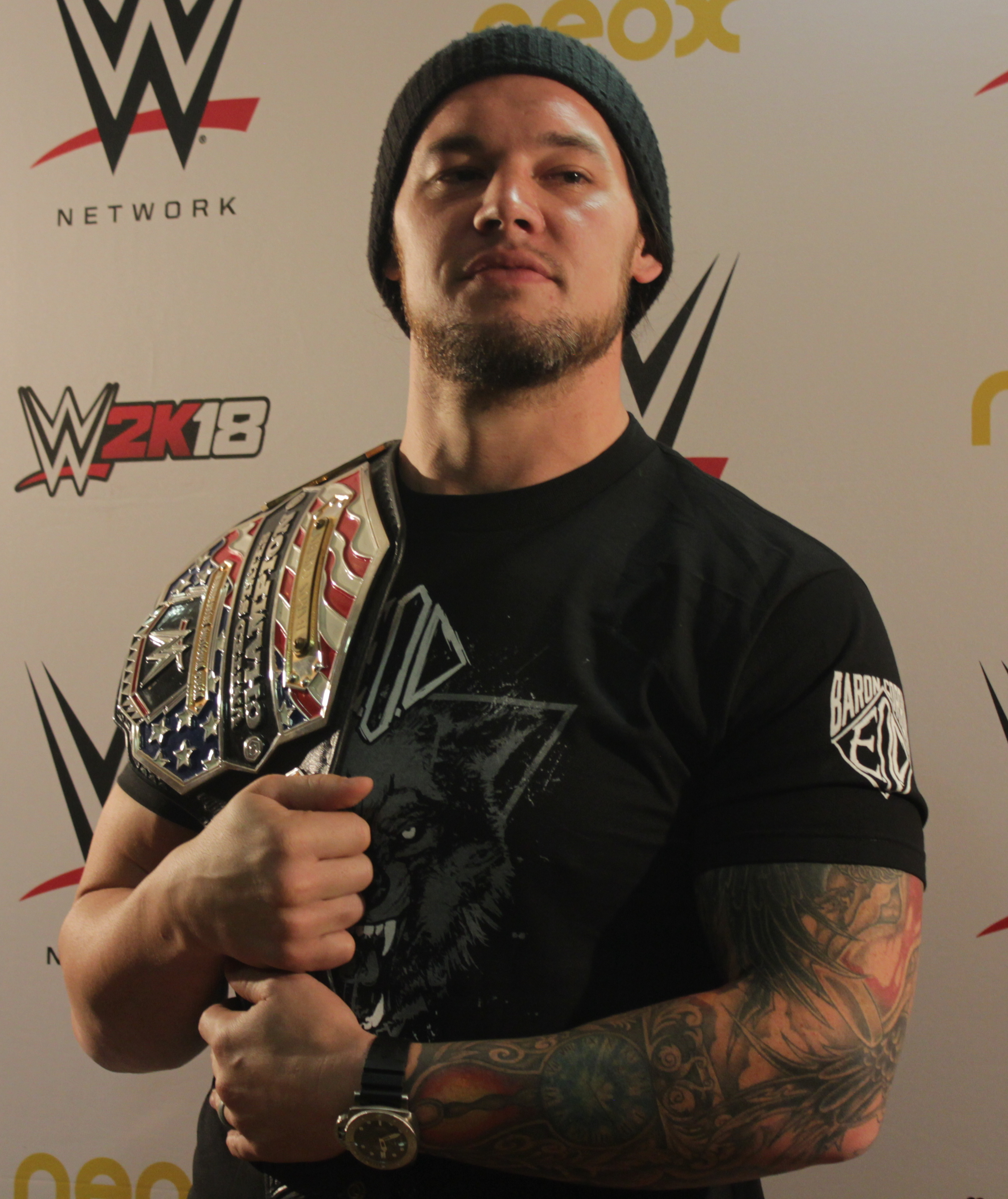
Baron Corbin, người chiến thắng giải đấu King of the Ring năm 2019, được nhìn thấy ở đây với đai WWE United States Championship

### Vòng 1
Vào ngày 19 tháng 8 năm 2019 tại Raw, giải đấu King of the Ring chính thức bắt đầu với trận đấu vòng 1 giữa Cesaro và Samoa Joe. Joe giành chiến thắng sau khi tung đòn Contina Clutch với Cesaro. Trận đấu thứ hai là giữa Ricochet với Drew McIntyre và McIntyre thắng.
Vào đêm sau, ngày 20 tháng 8 năm 2019 tại SmackDown Live!, vòng 1 tiếp tục với trận đấu Kevin Owens gặp Elias, và Shane McMahon là trọng tài khách mời đặc biệt. Elias đã thắng sau khi có sự can thiệp từ Shane McMahon. Trận tiếp theo là Ali đấu với Buddy Murphy và Ali đã giành chiến thắng.
Tuần sau, ngày 26 tháng 8, Cedric Alexander gặp Sami Zayn. Cuối trận, Cedric tung đòn và đè đếm Zayn để chính thức vào vòng trong. Cùng ngày, The Miz có một trận đấu với Baron Corbin và Baron thắng bằng cách tung đòn End of Day và đè đếm Miz.
Ngày hôm sau, (27 tháng 9), Chad Gable đấu với Shelton Benjamin. Trước đó, Gable nhiều lần trả lời phỏng vấn khiêm tốn khi cho rằng lâu rồi mình chưa vật và có phần lép vế so với Shelton, trong khi đó, Shelton liên tục công khai chế giễu và thách thức Gable. Và kết quả thật bất ngờ khi Gable chính thức vào vòng trong. Trận đấu cuối cùng của vòng 1 giữa Apollo Crews và Andrade. Apollo giành chiến thắng.

### Vòng tứ kết
Tại Raw ngày 2 tháng 9 năm 2019, vòng tứ kết bắt đầu với trận đấu tiếp theo giữa Samoa Joe với Ricochet nhưng kết thúc với việc trận đấu hòa. Cedric Alexander gặp Baron Corbin, tuy Cedric áp đảo từ đầu trận, nhưng đến cuối trận vẫn bị Baron tung đòn End of Day kết thúc trận đấu.
SmackDown Live! ngày hôm sau, 3 tháng 9, Elias đấu với Ali. Elias xuất hiện cùng những lời nói xúc phạm và biểu diễn một bài hát nhưng ngay lập tức bị chen ngang bởi Ali. Và Elias giành chiến thắng. Trận tiếp theo và cũng là trận cuối vòng tứ kết giữa Chad Gable và Andrade. Và Andrade thắng nhờ có sự can thiệp từ Zelina Vega và bằng cách đè đếm Chad.

### Vòng bán kết
Raw ngày 9 tháng 9, lần đầu tiên trong lịch sử giải đấu King of the Ring, ba người sẽ cùng đấu trận bán kết, giữa Ricochet, Samoa Joe và Baron Corbin. Kết quả là Baron Corbin xuất sắc đánh bại cả hai đối thủ để vào vòng chung kết.
Tại SmackDown Live!, theo đúng dự kiến thì Elias gặp đối thủ Chad Gable ở vòng tứ kết. Thế nhưng, người ta thông báo rằng Elias bị chấn thương và không thể đấu tại trận tứ kết. Giám đốc SmackDown Live! là Shane McMahon tuyên bố trong ngày hôm đó rằng ông sẽ đấu trận tứ kết thay Elias và nói trọng tài đặc biệt là Kevin Owens - người đang có thù oán với Shane. Trong trận đấu, Kevin buộc phải gian lận nhằm múc đích giúp Shane chiến thắng như khi Gable đè đếm Shane thì Kevin đếm rất chậm. Nhưng khi Gable tung đòm khóa, Shane đã đầu hàng bằng cách đập tay xuống sàn đấu và như vậy Gable chiến thắng. Sau trận đấu, Shane tấn công Kevin và sa thải anh ta.

### Vòng chung kết
Tại vòng chung kết trận đấu, Baron Corbin gặp Chad Gable. Đầu trận đấu. Và Baron Corbin chính thức trở thành King of the Ring 2019.

### Các trận đấu
|  | Vòng 1          | Vòng 1           | Vòng 1       |              |                    | Vòng tứ kết        | Vòng tứ kết | Vòng tứ kết |  |  | Vòng bán kết | Vòng bán kết | Vòng bán kết |  |  | Vòng chung kết | Vòng chung kết | Vòng chung kết |  |
|  |                 |                  |              |              |                    |                    |             |             |  |  |              |              |              |  |  |                |                |                |  |
|  | 1               | Cesaro           | 10:00        |              |                    |                    |             |             |  |  |              |              |              |  |  |                |                |                |  |
|  | 1               | Cesaro           | 10:00        |              |                    |                    |             |             |  |  |              |              |              |  |  |                |                |                |  |
|  | 16              | Samoa Joe        | Đòn khóa     |              |                    |                    |             |             |  |  |              |              |              |  |  |                |                |                |  |
|  | 16              | Samoa Joe        | Đòn khóa     |              | Samoa Joe          | Samoa Joe          | Đòn khóa    |             |  |  |              |              |              |  |  |                |                |                |  |
|  |                 |                  |              |              | Samoa Joe          | Samoa Joe          | Đòn khóa    |             |  |  |              |              |              |  |  |                |                |                |  |
|  |                 |                  | Ricochet     |              |                    |                    |             |             |  |  |              |              |              |  |  |                |                |                |  |
|  | 8               | Ricochet         | Đè đếm       |              |                    |                    |             |             |  |  |              |              |              |  |  |                |                |                |  |
|  | 8               | Ricochet         | Đè đếm       |              |                    |                    |             |             |  |  |              |              |              |  |  |                |                |                |  |
|  | 9               | Drew McIntyre    | 14:10        |              |                    |                    |             |             |  |  |              |              |              |  |  |                |                |                |  |
|  | 9               | Drew McIntyre    | 14:10        |              | Samoa Joe Ricochet | Samoa Joe Ricochet | 14:40       |             |  |  |              |              |              |  |  |                |                |                |  |
|  | Raw             |                  |              |              | Samoa Joe Ricochet | Samoa Joe Ricochet | 14:40       |             |  |  |              |              |              |  |  |                |                |                |  |
|  |                 |                  | Baron Corbin | Baron Corbin | Đè đếm             |                    |             |             |  |  |              |              |              |  |  |                |                |                |  |
|  | 5               | Cedric Alexander | Baron Corbin | Baron Corbin | Đè đếm             | Đè đếm             |             |             |  |  |              |              |              |  |  |                |                |                |  |
|  | 5               | Cedric Alexander |              |              |                    |                    |             |             |  |  |              |              |              |  |  |                |                |                |  |
|  | 12              | Sami Zayn        | 3:35         |              |                    |                    |             |             |  |  |              |              |              |  |  |                |                |                |  |
|  | 12              | Sami Zayn        | 3:35         |              | Cedric Alexander   | Cedric Alexander   | Đè đếm      |             |  |  |              |              |              |  |  |                |                |                |  |
|  |                 |                  |              |              | Cedric Alexander   | Cedric Alexander   | Đè đếm      |             |  |  |              |              |              |  |  |                |                |                |  |
|  |                 |                  | Baron Corbin | Baron Corbin | 14:30              |                    |             |             |  |  |              |              |              |  |  |                |                |                |  |
|  | 4               | The Miz          | Baron Corbin | Baron Corbin | 14:30              | Đè đếm             |             |             |  |  |              |              |              |  |  |                |                |                |  |
|  | 4               | The Miz          |              |              |                    |                    |             |             |  |  |              |              |              |  |  |                |                |                |  |
|  | 13              | Baron Corbin     | 10:00        |              |                    |                    |             |             |  |  |              |              |              |  |  |                |                |                |  |
|  | 13              | Baron Corbin     | 10:00        |              | Baron Corbin       | Baron Corbin       | Đè đếm      |             |  |  |              |              |              |  |  |                |                |                |  |
|  |                 |                  |              |              |                    |                    |             |             |  |  |              |              |              |  |  |                |                |                |  |
|  |                 |                  | Chad Gable   | Chad Gable   | 19:10              |                    |             |             |  |  |              |              |              |  |  |                |                |                |  |
|  | 6               | Kevin Owens      | Chad Gable   | Chad Gable   | 19:10              | Đè đếm             |             |             |  |  |              |              |              |  |  |                |                |                |  |
|  | 6               | Kevin Owens      |              |              |                    |                    |             |             |  |  |              |              |              |  |  |                |                |                |  |
|  | 11              | Elias            | 13:25        |              |                    |                    |             |             |  |  |              |              |              |  |  |                |                |                |  |
|  | 11              | Elias            | 13:25        |              | Elias              | Elias              | Đè đếm      |             |  |  |              |              |              |  |  |                |                |                |  |
|  |                 |                  |              |              | Elias              | Elias              | Đè đếm      |             |  |  |              |              |              |  |  |                |                |                |  |
|  |                 |                  | Ali          | Ali          | 11:30              |                    |             |             |  |  |              |              |              |  |  |                |                |                |  |
|  | 3               | Ali              | Ali          | Ali          | 11:30              | Đè đếm             |             |             |  |  |              |              |              |  |  |                |                |                |  |
|  | 3               | Ali              |              |              |                    |                    |             |             |  |  |              |              |              |  |  |                |                |                |  |
|  | 14              | Buddy Murphy     | 11:32        |              |                    |                    |             |             |  |  |              |              |              |  |  |                |                |                |  |
|  | 14              | Buddy Murphy     | 11:32        |              | Shane McMahon      | Shane McMahon      | 8:54        |             |  |  |              |              |              |  |  |                |                |                |  |
|  | SmackDown Live! |                  |              |              | Shane McMahon      | Shane McMahon      | 8:54        |             |  |  |              |              |              |  |  |                |                |                |  |
|  |                 |                  | Chad Gable   | Chad Gable   | Đòn khóa           |                    |             |             |  |  |              |              |              |  |  |                |                |                |  |
|  | 7               | Chad Gable       | Chad Gable   | Chad Gable   | Đòn khóa           | Đè đếm             |             |             |  |  |              |              |              |  |  |                |                |                |  |
|  | 7               | Chad Gable       |              |              |                    |                    |             |             |  |  |              |              |              |  |  |                |                |                |  |
|  | 10              | Shelton Benjamin | 3:52         |              |                    |                    |             |             |  |  |              |              |              |  |  |                |                |                |  |
|  | 10              | Shelton Benjamin | 3:52         |              | Chad Gable         | Chad Gable         | Đè đếm      |             |  |  |              |              |              |  |  |                |                |                |  |
|  |                 |                  |              |              | Chad Gable         | Chad Gable         | Đè đếm      |             |  |  |              |              |              |  |  |                |                |                |  |
|  |                 |                  | Andrade      | Andrade      | 7:55               |                    |             |             |  |  |              |              |              |  |  |                |                |                |  |
|  | 2               | Apollo Crews     | Andrade      | Andrade      | 7:55               | Đè đếm             |             |             |  |  |              |              |              |  |  |                |                |                |  |
|  | 2               | Apollo Crews     |              |              |                    |                    |             |             |  |  |              |              |              |  |  |                |                |                |  |
|  | 15              | Andrade          | 9:40         |              |                    |                    |             |             |  |  |              |              |              |  |  |                |                |                |  |

1. ↑  trận đấu kết thúc với tỉ số hòa
2. ↑  Đây là một trận đấu tay ba
3. ↑  Dự kiến trận này sẽ diễn ra tại Clash of Champions nhưng sau đó đã chuyển sang tập Raw đêm sau
4. ↑  Shane McMahon tự cho mình là trọng tài khách mời đặc biệt của trận đấu
5. ↑  Elias thời gian này đang bị chấn thương nên không thể tham gia giải đấu tiếp được; Shane McMahon tự cho mình thay thế Elias
6. ↑  Shane McMahon tự ý thay đổi thể thức trận đấu thành ba hiệp thắng hai khi đã thua Gable
7. ↑  Shane McMahon yêu cầu Kevin Owens là trọng tài khách mời đặc biệt

## Hậu quả
Sau chiến thắng ở giải đấu, Corbin giờ được gọi với cái tên mới của anh ấy King Corbin và vẫn tiếp tục mối thù với Chad Gable, người là á quân của giải đấu. Tại Hell in a Cell, Gable đánh bại Corbin. Nhờ yêu cầu từ Corbin, Gable tuyên bố đổi tên mình thành Shorty Gable do chiều cao hạn hẹp của anh ấy. Gable rất yêu thích cái nickname mới và không lâu sau đó anh rút ngắn tên lại thành Shorty G. Corbin sau đó đánh bại Shorty G vào ngày 11 tháng 10 tại tập phim SmackDown châm dứt mối thù.

## Vị trí
| Các vòng của giải đấu | Ngày             | Thành phố                 | Địa điểm                          | Sự kiện   |
| --------------------- | ---------------- | ------------------------- | --------------------------------- | --------- |
| 1                     | 19 tháng 8, 2019 | Saint Paul, Minnesota     | Xcel Energy Center                | Raw       |
| 1                     | 20 tháng 8, 2019 | Sioux Falls, South Dakota | Denny Sanford Premier Center      | SmackDown |
| 1                     | 26 tháng 8, 2019 | New Orleans, Louisiana    | Smoothie King Center              | Raw       |
| 1                     | 27 tháng 8, 2019 | Baton Rouge, Louisiana    | Raising Cane's River Center Arena | SmackDown |
| Tứ kết                | 2 tháng 9, 2019  | Baltimore, Maryland       | Royal Farm Arena                  | Raw       |
| Tứ kết                | 3 tháng 9, 2019  | Norfolk, Virginia         | Norfolk Scope                     | SmackDown |
| Bán kết               | 9 tháng 9, 2019  | Thành phố New York        | Madison Square Garden             | Raw       |
| Bán kết               | 10 tháng 9, 2019 | Thành phố New York        | Madison Square Garden             | SmackDown |
| Chung kết             | 16 tháng 9, 2019 | Knoxville, Tennessee      | Thompson-Boling Arena             | Raw       |